# Pölla
Pölla è un comune austriaco di 949 abitanti nel distretto di Zwettl, in Bassa Austria; ha lo status di comune mercato (Marktgemeinde).

## Geografia fisica
Il comune si trova nel Waldviertel, regione della Bassa Austria, ed è composto da 29 comuni catastali (Katastralgemeinden): Altpölla, Brugg, Dobra, Döllersheim, Eichhorns, Felsenberg, Franzen, Heinreichs, Kienberg, Kleinenzersdorf, Kleinmotten, Kleinraabs, Krug, Loibenreith, Mestreichs, Neupölla, Niederplöttbach, Nondorf, Ramsau, Reichhalms, Riegers, Schmerbach, Schwarzenreith, Söllitz, Strones, Thaures, Waldreichs, Wegscheid e Wetzlas; capoluogo comunale è Neupölla.

## Società

### Evoluzione demografica
Abitanti censiti

La popolazione al 1º gennaio 2016 era di 949 abitanti.